# Молочай Купера
Молоча́й Ку́пера (лат. Euphórbia coóperi) — многолетнее суккулентное древовидное растение; вид рода Молочай (Euphorbia) семейства Молочайные (Euphorbiaceae).

## Морфология
Колючее суккулентное дерево, 4—7 м высотой, с канделябровидными ветвями. Отмершие ветви этого молочая не разрушаются, как у других древесных молочаев, а некоторое время остаются в кроне, подчёркивая канделябровидную форму, и постепенно обесцвечиваются.
У этого дерева есть явный ствол, прямой, от серого до тёмно-серого или коричневого цвета, до 3(5) м высотой, с круглыми отверстиями от опавших ветвей.
Ветви ярко-зелёные или жёлто-зелёные, 4—6-крылатые, характерно состоящие из сегментов с расширяющимся закругленным основанием и суженным концом, наподобие звеньев цепи; сегменты высотой 150 мм, шириной 50 мм и длиной 120 мм.
Шипы располагаются на краях рёбер ветвей, парные, 5—7(15) мм длиной. У внешних краёв рёбер имеются узкие и тёсные площадки, тянущиеся вдоль них.
Листья незаметные, очень маленькие, рано опадающие, иногда их можно увидеть на рёбрах ветвей среди шипов.
Циатии желтовато-зелёные, маленькие (4 мм), двудомные, сидячие, расположены в трёх параллельных линиях вдоль рёбер, между шипами, на концах ветвей, собраны в соцветия из трёх циатий. Цветёт с сентября по октябрь.
Плод — большой трёхорешник, похожий на ягоду, 15 мм длиной, 8 мм шириной, зелёного цвета с красными пятнами, при созревании меняющих цвет от красного до фиолетового. При созревании он разрывается, разбрасывая семена на несколько метров. Плодоносит с сентября по октябрь, перекрывая период цветения.

## Распространение
Африка: Танзания, Малави, Мозамбик, Замбия, Зимбабве, Ботсвана, ЮАР (на территории бывших провинций Натал, Трансвааль), Свазиленд.
Это дерево предпочитает сухую почву и растёт главным образом в скалистых местах, часто на гранитных обнажениях и в трещинах скал, а также на лесных полянах, в тернистых кустарниках; на равнинах и северных склонах гор.

## Экология
Плоды поедаются птицами.

## Практическое использование
Млечный сок молочая Купера чрезвычайно ядовит, его испарения могут вызвать жжение в горле, попадание на кожу — ожоги, а в глаза — раздражение глаз вплоть до слепоты. Поэтому в пищу, а также в лекарственных целях он не употребляется. Используется для глушения рыбы при ловле её вручную.
Может выращиваться в садах с сухим и тёплым климатом, но из-за ядовитого млечного сока и шипов выращивать в садах, где будут играть дети, не рекомендуется. Это очень засухоустойчивый, но восприимчивый к заморозкам вид. Молодое растение можно выращивать в закрытом помещении. Поливать его нужно с марта по сентябрь, в период покоя полив совсем не нужен. Растёт он не очень быстро и окончательно вырастает через 5—10 лет. Может расти на одном месте и одной той же почве в течение многих лет. Выносит небольшую тень. Легко размножается черенками и семенами.

## Таксономия

### Разновидности
В пределах вида выделяются три разновидности:
- Euphorbia cooperi var. calidicola L.C.Leach — Малави, Мозамбик, Замбия, Зимбабве
- Euphorbia cooperi var. cooperi — Мозамбик, Зимбабве, Ботсвана, Квазулу-Натал, Трансвааль, Свазиленд
- Euphorbia cooperi var. ussanguensis (N.E.Br.) L.C.Leach — Южная Танзания, Малави, Северная Замбия

### Таксономическая таблица
|  |                                      |  |                                                             |                                                             |                      |  | ещё 36 семейств (согласно Системе APG II), в том числе Маковые | ещё 36 семейств (согласно Системе APG II), в том числе Маковые |                         |  |  |  | ещё ≈2000 видов |
|  |                                      |  |                                                             |                                                             |                      |  | ещё 36 семейств (согласно Системе APG II), в том числе Маковые | ещё 36 семейств (согласно Системе APG II), в том числе Маковые |                         |  |  |  | ещё ≈2000 видов |
|  |                                      |  |                                                             | порядок Мальпигиецветные                                    |                      |  |                                                                |                                                                | род Молочай (Euphorbia) |  |  |  |                 |
|  |                                      |  |                                                             | порядок Мальпигиецветные                                    |                      |  |                                                                |                                                                | род Молочай (Euphorbia) |  |  |  |                 |
|  | отдел Цветковые, или Покрытосеменные |  |                                                             |                                                             | семейство Молочайные |  |                                                                |                                                                | вид Молочай Купера      |  |  |  |                 |
|  | отдел Цветковые, или Покрытосеменные |  |                                                             |                                                             | семейство Молочайные |  |                                                                |                                                                |                         |  |  |  |                 |
|  |                                      |  | ещё 44 порядка цветковых растений (согласно Системе APG II) | ещё 44 порядка цветковых растений (согласно Системе APG II) |                      |  |                                                                | ещё >300 родов                                                 | ещё >300 родов          |  |  |  |                 |
|  |                                      |  |                                                             | ещё 44 порядка цветковых растений (согласно Системе APG II) |                      |  |                                                                |                                                                | ещё >300 родов          |  |  |  |                 |